# Ælfhere
Ælfhere est un noble anglais mort le 22 octobre 983. Il est ealdorman de Mercie de 956 à sa mort.

## Biographie
Ælfhere est le fils d'Ealhhelm (en), ealdorman du centre de la Mercie de 940 à 951. Il est nommé ealdorman de Mercie en 956 par le roi Eadwig, et son frère Ælfheah (mort en 971) occupe également des fonctions importantes sous le bref règne d'Eadwig. Ælfhere reste un personnage important du royaume sous Edgar, le frère et successeur d'Eadwig, qui devient roi d'Angleterre en 959 : il est l'un des trois principaux ealdormen avec Æthelwine et Oslac.
À la mort d'Edgar, en 975, la succession est disputée entre ses deux fils : Édouard, l'aîné, issu d'un premier mariage, et Æthelred, le cadet. La noblesse du royaume est divisée entre les deux candidats au trône, et Ælfhere apporte son soutien à Æthelred et à la reine-mère Ælfthryth. Édouard est finalement couronné, mais il ne règne que trois ans avant d'être assassiné, et Æthelred monte sur le trône en 978. Il est sacré le 4 mai 979, quelques mois après le transfert de la dépouille d'Édouard à l'abbaye de Shaftesbury sous la direction d'Ælfhere.
Ælfhere meurt le 22 octobre 983. Il est inhumé à l'abbaye de Glastonbury. Son beau-frère Ælfric Cild lui succède.